# جاسمین روزنبرگر
جاسمین روزنبرگر (به انگلیسی: Jasmin Rosenberger) (زادهٔ ۱۶ اکتبر ۱۹۸۵) شناگر اهل آلمان-ترکیه است. وی از پدری آلمانی و مادری ترک در تروان‌اشتاین به دنیا آمد